# Henri Callot
Henri Callot va ser un tirador d'esgrima francès que va prendre als Jocs Olímpics de 1896 a Atenes.
Callot va participar en la prova de floret, en la qual va guanyar la medalla de plata després de perdre la final contra el seu compatriota Eugène-Henri Gravelotte per 3 a 2.